# Lettország a 2012. évi nyári olimpiai játékokon
Lettország a nagy-britanniai Londonban megrendezett 2012. évi nyári olimpiai játékok egyik részt vevő nemzete volt. Az országot az olimpián 12 sportágban 46 sportoló képviselte, akik összesen 2 érmet szereztek.

## Érmesek
| Érem  | Név                           | Sportág      | Versenyszám          | Időpont       |
| ----- | ----------------------------- | ------------ | -------------------- | ------------- |
| Arany | Māris Štrombergs              | Kerékpározás | Férfi BMX            | Augusztus 10. |
| Bronz | Mārtiņš Pļaviņš Jānis Šmēdiņš | Röplabda     | Férfi strandröplabda | Augusztus 9.  |

## Asztalitenisz
| Versenyző     | Versenyszám | Selejtező         | 64-es főtábla                                                        | 48-as főtábla                                    | 32-es főtábla     | Nyolcaddöntő      | Negyeddöntő       | Elődöntő          | Döntő             | Helyezés |
| Versenyző     | Versenyszám | Ellenfél Eredmény | Ellenfél Eredmény                                                    | Ellenfél Eredmény                                | Ellenfél Eredmény | Ellenfél Eredmény | Ellenfél Eredmény | Ellenfél Eredmény | Ellenfél Eredmény | Helyezés |
| ------------- | ----------- | ----------------- | -------------------------------------------------------------------- | ------------------------------------------------ | ----------------- | ----------------- | ----------------- | ----------------- | ----------------- | -------- |
| Matīss Burģis | Egyes       | erőnyerő          | Pierre-Luc Hinse (CAN) · 14–12, 11–2, 7–11, 9–11, 13–11, 15–17, 11–8 | Alekszej Szmirnov (RUS) · 5–11, 5–11, 4–11, 9–11 | kiesett           | kiesett           | kiesett           | kiesett           | kiesett           | 33.      |

## Atlétika
A következő lett sportolók indulhattak az atlétikaversenyek során, miután A- vagy B-szintet teljesítettek.
Férfi
| Versenyző            | Versenyszám     | Selejtező                  | Selejtező                  | Selejtező                  | Előfutam                   | Előfutam                   | Előfutam                   | Elődöntő                   | Elődöntő                   | Elődöntő                   | Döntő                      | Döntő                      |
| Versenyző            | Versenyszám     | Idő                        | Hely.                      | Össz.                      | Idő                        | Hely.                      | Össz.                      | Idő                        | Hely.                      | Össz.                      | Idő                        | Helyezés                   |
| -------------------- | --------------- | -------------------------- | -------------------------- | -------------------------- | -------------------------- | -------------------------- | -------------------------- | -------------------------- | -------------------------- | -------------------------- | -------------------------- | -------------------------- |
| Ronalds Arājs        | 100 m           | sérülés miatt visszalépett | sérülés miatt visszalépett | sérülés miatt visszalépett | sérülés miatt visszalépett | sérülés miatt visszalépett | sérülés miatt visszalépett | sérülés miatt visszalépett | sérülés miatt visszalépett | sérülés miatt visszalépett | sérülés miatt visszalépett | sérülés miatt visszalépett |
| Dmitrijs Jurkevičs   | 1500 m          |                            |                            |                            | 3:41,40                    | 9.                         | 26.                        | kiesett                    | kiesett                    | kiesett                    | kiesett                    | kiesett                    |
| Igors Kazakēvičs     | 50 km gyaloglás |                            |                            |                            |                            |                            |                            |                            |                            |                            | 4:06:47                    | 45.                        |
| Jānis Leitis         | 400 m           |                            |                            |                            | 46,41                      | 5.                         | 32.                        | kiesett                    | kiesett                    | kiesett                    | kiesett                    | kiesett                    |
| Arnis Rumbenieks     | 20 km gyaloglás |                            |                            |                            |                            |                            |                            |                            |                            |                            | 1:26,26                    | 45.                        |
| Valērijs Žolnerovičs | Maraton         |                            |                            |                            |                            |                            |                            |                            |                            |                            | nem ért célba              | nem ért célba              |

| Versenyző          | Versenyszám   | Selejtező                | Selejtező                | Döntő    | Döntő    |
| Versenyző          | Versenyszám   | Eredmény                 | Helyezés                 | Eredmény | Helyezés |
| ------------------ | ------------- | ------------------------ | ------------------------ | -------- | -------- |
| Mareks Ārents      | Rúdugrás      | 535 cm                   | 22.                      | kiesett  | kiesett  |
| Ainārs Kovals      | Gerelyhajítás | 79,19 m                  | 17.                      | kiesett  | kiesett  |
| Zigismunds Sirmais | Gerelyhajítás | érvényes kísérlet nélkül | érvényes kísérlet nélkül | kiesett  | kiesett  |
| Vadims Vasiļevskis | Gerelyhajítás | 72,81 m                  | 38.                      | kiesett  | kiesett  |
| Igors Sokolovs     | Kalapácsvetés | 72,76 m                  | 21.                      | kiesett  | kiesett  |
| Māris Urtāns       | Súlylökés     | 19,13 m                  | 27.                      | kiesett  | kiesett  |

| Versenyző    | Versenyszám | 100 m | 100 m | Távolugrás | Távolugrás | Súlylökés | Súlylökés | Magasugrás | Magasugrás | 400 m | 400 m | 110 m gát | 110 m gát | Diszkoszvetés | Diszkoszvetés | Rúdugrás | Rúdugrás | Gerelyhajítás | Gerelyhajítás | 1500 m  | 1500 m | Végeredmény | Végeredmény |
| Versenyző    | Versenyszám | Idő   | Pont  | Eredmény   | Pont       | Eredmény  | Pont      | Eredmény   | Pont       | Idő   | Pont  | Idő       | Pont      | Eredmény      | Pont          | Eredmény | Pont     | Eredmény      | Pont          | Idő     | Pont   | Pont        | Helyezés    |
| ------------ | ----------- | ----- | ----- | ---------- | ---------- | --------- | --------- | ---------- | ---------- | ----- | ----- | --------- | --------- | ------------- | ------------- | -------- | -------- | ------------- | ------------- | ------- | ------ | ----------- | ----------- |
| Edgars Eriņš | Tízpróba    | 10,99 | 863   | 698 cm     | 809        | 13,45 m   | 695       | 193 cm     | 740        | 50,62 | 786   | 15,22     | 823       | 45,10 m       | 769           | 450 cm   | 760      | 57,35 m       | 698           | 4:35.88 | 706    | 7649        | 22.         |

Női
| Versenyző         | Versenyszám     | Előfutam | Előfutam | Előfutam | Elődöntő | Elődöntő | Elődöntő | Döntő   | Döntő    |
| Versenyző         | Versenyszám     | Idő      | Hely.    | Össz.    | Idő      | Hely.    | Össz.    | Idő     | Helyezés |
| ----------------- | --------------- | -------- | -------- | -------- | -------- | -------- | -------- | ------- | -------- |
| Dace Lina         | Maraton         |          |          |          |          |          |          | 2:47:47 | 98.      |
| Agnese Pastare    | 20 km gyaloglás |          |          |          |          |          |          | 1:31:54 | 24.      |
| Poļina Jeļizarova | 3000 m akadály  | 9:27,21  | 4.       | 10.      |          |          |          | 9:38,56 | 13.      |

| Versenyző            | Versenyszám   | Selejtező | Selejtező | Döntő    | Döntő    |
| Versenyző            | Versenyszám   | Eredmény  | Helyezés  | Eredmény | Helyezés |
| -------------------- | ------------- | --------- | --------- | -------- | -------- |
| Lauma Grīva          | Távolugrás    | 610 cm    | 28.       | kiesett  | kiesett  |
| Ineta Radēviča       | Távolugrás    | 668 cm    | 5.        | 6,88 m   | 4.       |
| Līna Mūze            | Gerelyhajítás | 59,91 m   | 13.       | kiesett  | kiesett  |
| Madara Palameika     | Gerelyhajítás | 60,62 m   | 10.       | 60,73 m  | 8.       |
| Sinta Ozoliņa-Kovala | Gerelyhajítás | 58,86 m   | 20.       | kiesett  | kiesett  |

| Versenyző       | Versenyszám | 100 m gát | 100 m gát | Magasugrás | Magasugrás | Súlylökés | Súlylökés | 200 m            | 200 m            | Távolugrás       | Távolugrás       | Gerelyhajítás    | Gerelyhajítás    | 800 m            | 800 m            | Végeredmény   | Végeredmény   |
| Versenyző       | Versenyszám | Idő       | Pont      | Eredmény   | Pont       | Eredmény  | Pont      | Idő              | Pont             | Eredmény         | Pont             | Eredmény         | Pont             | Idő              | Pont             | Pont          | Helyezés      |
| --------------- | ----------- | --------- | --------- | ---------- | ---------- | --------- | --------- | ---------------- | ---------------- | ---------------- | ---------------- | ---------------- | ---------------- | ---------------- | ---------------- | ------------- | ------------- |
| Aiga Grabuste   | Hétpróba    | 13,65     | 1028      | 177 cm     | 941        | 13,52 m   | 762       | nem állt rajthoz | nem állt rajthoz | nem állt rajthoz | nem állt rajthoz | nem állt rajthoz | nem állt rajthoz | nem állt rajthoz | nem állt rajthoz | nem ért célba | nem ért célba |
| Laura Ikauniece | Hétpróba    | 13,71     | 1020      | 183 cm     | 1016       | 12,64 m   | 704       | 24,16            | 965              | 613 cm           | 890              | 51,27 m          | 885              | 2:12,13          | 934              | 6414          | 9.            |

## Birkózás

### Férfi
Szabadfogású
| Versenyző         | Versenyszám | Selejtező         | Nyolcaddöntő                        | Negyeddöntő                        | Elődöntő          | Vigaszág első kör | Vigaszág elődöntő | Bronz- mérkőzés   | Döntő             | Helyezés |
| Versenyző         | Versenyszám | Ellenfél Eredmény | Ellenfél Eredmény                   | Ellenfél Eredmény                  | Ellenfél Eredmény | Ellenfél Eredmény | Ellenfél Eredmény | Ellenfél Eredmény | Ellenfél Eredmény | Helyezés |
| ----------------- | ----------- | ----------------- | ----------------------------------- | ---------------------------------- | ----------------- | ----------------- | ----------------- | ----------------- | ----------------- | -------- |
| Armands Zvirbulis | 84 kg       | erőnyerő          | José Robertti (VEN) · 0–1, 1–0, 1–0 | Szaszlan Gatcijev (BLR) · 0–1, 2–2 | kiesett           | kiesett           | kiesett           | kiesett           | kiesett           | kiesett  |

### Női
Szabadfogású
| Versenyző             | Versenyszám | Selejtező         | Nyolcaddöntő                           | Negyeddöntő                               | Elődöntő          | Vigaszág első kör | Vigaszág elődöntő | Bronz- mérkőzés   | Döntő             | Helyezés |
| Versenyző             | Versenyszám | Ellenfél Eredmény | Ellenfél Eredmény                      | Ellenfél Eredmény                         | Ellenfél Eredmény | Ellenfél Eredmény | Ellenfél Eredmény | Ellenfél Eredmény | Ellenfél Eredmény | Helyezés |
| --------------------- | ----------- | ----------------- | -------------------------------------- | ----------------------------------------- | ----------------- | ----------------- | ----------------- | ----------------- | ----------------- | -------- |
| Anastasija Grigorjeva | 63 kg       | erőnyerő          | Elena Pirozhkova (USA) · 0–2, 5–0, 2–0 | Battszeszeg Soronzonbold (MGL) · 0–5, 4–5 | kiesett           | kiesett           | kiesett           | kiesett           | kiesett           | kiesett  |

## Cselgáncs
Férfi
| Versenyző               | Versenyszám  | Selejtező         | 32-es főtábla                           | Nyolcaddöntő                         | Negyeddöntő       | Elődöntő          | Vigaszág elődöntő | Bronz- mérkőzés   | Döntő             | Helyezés |
| Versenyző               | Versenyszám  | Ellenfél Eredmény | Ellenfél Eredmény                       | Ellenfél Eredmény                    | Ellenfél Eredmény | Ellenfél Eredmény | Ellenfél Eredmény | Ellenfél Eredmény | Ellenfél Eredmény | Helyezés |
| ----------------------- | ------------ | ----------------- | --------------------------------------- | ------------------------------------ | ----------------- | ----------------- | ----------------- | ----------------- | ----------------- | -------- |
| Konstantīns Ovčiņņikovs | Váltósúly    | erőnyerő          | Leandro Guilheiro (BRA) · 000(2)–001(0) | kiesett                              | kiesett           | kiesett           |                   |                   |                   | 17.      |
| Jevgēņijs Borodavko     | Félnehézsúly |                   | Anthony Liu (ASA) · 100(0)–000(0)       | Dimitri Peters (GER) · 000(0)–001(1) | kiesett           | kiesett           |                   |                   |                   | 9.       |

## Kajak-kenu

### Síkvízi
Férfi
| Versenyző                          | Versenyszám        | Előfutam | Előfutam | Előfutam | Elődöntő | Elődöntő | Elődöntő | Döntő | Döntő  | Döntő    | Helyezés |
| Versenyző                          | Versenyszám        | Idő      | Hely.    | Össz.    | Idő      | Hely.    | Össz.    | Típus | Idő    | Helyezés | Helyezés |
| ---------------------------------- | ------------------ | -------- | -------- | -------- | -------- | -------- | -------- | ----- | ------ | -------- | -------- |
| Aleksejs Rumjancevs Krists Straume | Kajak kettes 200 m | 34,447   | 5.       | 10.      | 34,140   | 5.       | 9.       | B     | 36,110 | 3.       | 11.      |

## Kerékpározás

### BMX
| Versenyző         | Versenyszám | Selejtező     | Selejtező | Negyeddöntő | Negyeddöntő | Elődöntő | Elődöntő | Döntő   | Döntő    | Helyezés |
| Versenyző         | Versenyszám | Idő           | Helyezés  | Pont        | Helyezés    | Pont     | Helyezés | Idő     | Helyezés | Helyezés |
| ----------------- | ----------- | ------------- | --------- | ----------- | ----------- | -------- | -------- | ------- | -------- | -------- |
| Māris Štrombergs  | Férfi       | 38,697        | 11.       | 8           | 2.          | 10       | 3.       | 37,576  | 1.       |          |
| Edžus Treimanis   | Férfi       | nem ért célba | 32.       | 12          | 2.          | 14       | 5.       | kiesett | kiesett  | 9.       |
| Rihards Veide     | Férfi       | 38,753        | 13.       | 19          | 3.          | 18       | 7.       | kiesett | kiesett  | 13.      |
| Sandra Aleksejeva | Női         | 41,752        | 13.       |             |             | 19       | 7.       | kiesett | kiesett  | 14.      |

### Országúti kerékpározás
Férfi
| Versenyző           | Versenyszám   | Idő     | Helyezés |
| ------------------- | ------------- | ------- | -------- |
| Aleksejs Saramotins | Mezőnyverseny | 5:46:37 | 56.      |

## Öttusa
| Versenyző         | Versenyszám | Vívás    | Vívás | Vívás | Úszás   | Úszás | Úszás | Lovaglás | Lovaglás | Lovaglás | Lovaglás | Futás/Lövészet | Futás/Lövészet | Futás/Lövészet | Futás/Lövészet | Összesen    | Összesen |
| Versenyző         | Versenyszám | Eredmény | Pont  | Hely. | Idő     | Pont  | Hely. | Idő      | Hibapont | Pont     | Hely.    | Lövőhiba       | Idő            | Pont           | Hely.          | Összes pont | Helyezés |
| ----------------- | ----------- | -------- | ----- | ----- | ------- | ----- | ----- | -------- | -------- | -------- | -------- | -------------- | -------------- | -------------- | -------------- | ----------- | -------- |
| Deniss Čerkovskis | Férfi       | 23-12    | 952   | 4.    | 2:10,78 | 1232  | 28.*  | 91,78    | 224      | 976      | 32.      | 0              | 10:46,88       | 2416           | 13.            | 5576        | 19.      |
| Jeļena Rubļevska  | Női         | 25-10    | 1000  | 1.    | 2:26,93 | 1040  | 32.   | 81,41    | 64       | 1136     | 16.      | 0              | 12:17,22       | 2052           | 15.            | 5228        | 8.       |

* - egy másik versenyzővel azonos eredményt ért el

## Röplabda

### Strandröplabda

#### Férfi
| Versenyző                             | Csoportkör | Csoportkör | 16 közé jutásért  | Nyolcaddöntő                                                       | Negyeddöntő                                                               | Elődöntő                                                      | Döntő                                                                                      | Helyezés |
| Versenyző                             | Ellenfél Eredmény | Hely.      | Ellenfél Eredmény | Ellenfél Eredmény                                                  | Ellenfél Eredmény                                                         | Ellenfél Eredmény                                             | Ellenfél Eredmény                                                                          | Helyezés |
| ------------------------------------- | --- | ---------- | ----------------- | ------------------------------------------------------------------ | ------------------------------------------------------------------------- | ------------------------------------------------------------- | ------------------------------------------------------------------------------------------ | -------- |
| Mārtiņš Pļaviņš Jānis Šmēdiņš         | E csoport · Németország (GER) · Jonathan Erdmann · Kay Matisik · 19–21, 23–21, 15–9 · Venezuela (VEN) · Igor Hernández · Jesús Villafañe · 21–14, 21–16 · Hollandia (NED) · Reinder Nummerdor · Richard Schuil · 21–14, 21–18                     | 1.         |                   | Norvégia (NOR) · Tarjei Skarlund · Martin Spinnangr · 21–18, 21–18 | Egyesült Államok (USA) · Jake Gibb · Sean Rosenthal · 19–21, 21–18, 15–11 | Brazília (BRA) · Alison Cerutti · Emanuel Rego · 15–21, 20–22 | Bronzmérkőzés · Hollandia (NED) · Reinder Nummerdor · Richard Schuil · 19–21, 21–19, 15–11 |          |
| Aleksandrs Samoilovs Ruslans Sorokins | D csoport · Lengyelország (POL) · Grzegorz Fijałek · Mariusz Prudel · 12–21, 21–15, 15–12 · Dél-afrikai Köztársaság (RSA) · Freedom Chiya · Grant Goldschmidt · 21–13, 21–10 · Egyesült Államok (USA) · Jake Gibb · Sean Rosenthal · 10–21, 16–21 | 3.         |                   | Németország (GER) · Jonas Reckermann · Julius Brink · 12–21, 17–21 | kiesett                                                                   | kiesett                                                       | kiesett                                                                                    | 9.       |

## Sportlövészet
| Versenyző         | Versenyszám          | Selejtező | Selejtező | Döntő   | Döntő    |
| Versenyző         | Versenyszám          | Pont      | Helyezés  | Pont    | Helyezés |
| ----------------- | -------------------- | --------- | --------- | ------- | -------- |
| Afanasijs Kuzmins | Gyorstüzelő pisztoly | 569       | 17.       | kiesett | kiesett  |

## Súlyemelés
| Versenyző        | Versenyszám | Szakítás | Szakítás | Lökés    | Lökés    | Összesen | Helyezés |
| Versenyző        | Versenyszám | Eredmény | Helyezés | Eredmény | Helyezés | Összesen | Helyezés |
| ---------------- | ----------- | -------- | -------- | -------- | -------- | -------- | -------- |
| Artūrs Plēsnieks | 105 kg      | 175,0    | 10.      | 215,0    | 7.       | 390,0    | 7.       |

## Torna
| Versenyző          | Versenyszám      | Selejtező | Selejtező | Döntő    | Döntő    |
| Versenyző          | Versenyszám      | Pontszám  | Helyezés  | Pontszám | Helyezés |
| ------------------ | ---------------- | --------- | --------- | -------- | -------- |
| Dmitrijs Trefilovs | Egyéni összetett | 82,565    | 38.       | kiesett  | kiesett  |

## Úszás
Férfi
| Versenyző    | Versenyszám | Előfutam | Előfutam | Előfutam | Elődöntő | Elődöntő | Elődöntő | Döntő   | Döntő    |
| Versenyző    | Versenyszám | Idő      | Hely.    | Össz.    | Idő      | Hely.    | Össz.    | Idő     | Helyezés |
| ------------ | ----------- | -------- | -------- | -------- | -------- | -------- | -------- | ------- | -------- |
| Uvis Kalniņš | 100 m gyors | 49,96    | 2.       | 30.      | kiesett  | kiesett  | kiesett  | kiesett | kiesett  |

Női
| Versenyző         | Versenyszám | Előfutam | Előfutam | Előfutam | Elődöntő | Elődöntő | Elődöntő | Döntő   | Döntő    |
| Versenyző         | Versenyszám | Idő      | Hely.    | Össz.    | Idő      | Hely.    | Össz.    | Idő     | Helyezés |
| ----------------- | ----------- | -------- | -------- | -------- | -------- | -------- | -------- | ------- | -------- |
| Gabriela Ņikitina | 50 m gyors  | 26,26    | 2.       | 39.      | kiesett  | kiesett  | kiesett  | kiesett | kiesett  |